# Piero di Lorenzo de' Medici
Piero de' Medici, de Onfortuinlijke (Florence, 15 februari 1471 – Gaeta, 28 december 1503) was de oudste zoon en opvolger van Lorenzo il Magnifico.

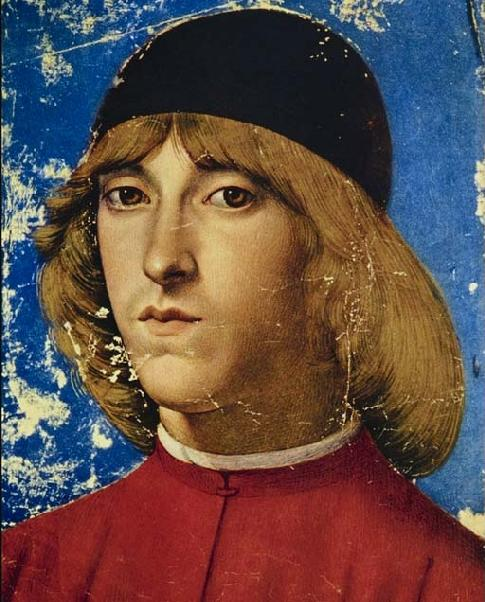
Piero di Lorenzo de' Medici

Piero was arrogant en een onbekwaam heerser. Kort na zijn aantreden in 1492 trok de Franse koning Karel VIII Italië binnen om zijn rechten op het koninkrijk Napels te doen gelden en om Ludovico Sforza bij te staan in Milaan. Op weg van Milaan naar Napels trok hij door Toscane. Piero wilde neutraal blijven, maar Karel viel Florence aan. Piero gaf zijn verzet spoedig op en ging vervolgens over tot volledige overgave en instemming met alle eisen van Karel.

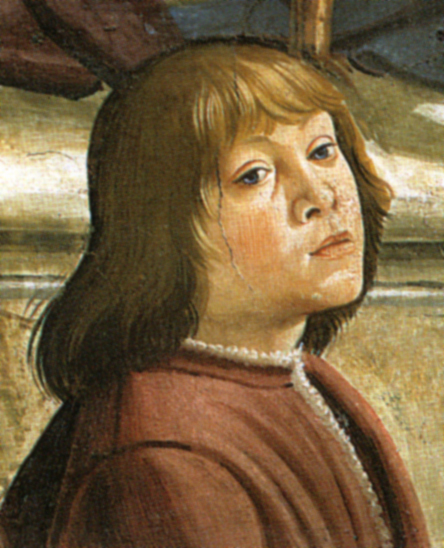
Piero de' Medici

De inwoners van de stad waren hierover hevig verontwaardigd, Piero werd verjaagd en zijn bezittingen werden geplunderd (1494). Hij verdronk in de rivier de Garigliano tijdens een vluchtpoging na de veldslag daar tussen de Fransen, wier bondgenoot hij was, en de Spanjaarden.
Florence kwam tot verval, maar slaagde er wel in zich als republiek te handhaven.
Toen de Spanjaarden in Italië Lodewijk XII van Frankrijk versloegen, hielpen zij de Medici terug in het zadel.

## Kinderen
Lorenzo II de' Medici (Florence, 12 september 1492 - aldaar, 4 mei 1519) was de zoon van Piero II de' Medici en opvolger van diens broer Giovanni de' Medici (paus Leo X) als heerser over Florence.

## Voorouders
| Voorouders van Piero di Lorenzo de' Medici (1471-1503) | Voorouders van Piero di Lorenzo de' Medici (1471-1503)                   | Voorouders van Piero di Lorenzo de' Medici (1471-1503)                   | Voorouders van Piero di Lorenzo de' Medici (1471-1503)                   | Voorouders van Piero di Lorenzo de' Medici (1471-1503)                   | Voorouders van Piero di Lorenzo de' Medici (1471-1503)        | Voorouders van Piero di Lorenzo de' Medici (1471-1503)        | Voorouders van Piero di Lorenzo de' Medici (1471-1503)        | Voorouders van Piero di Lorenzo de' Medici (1471-1503)        |
| ------------------------------------------------------ | ------------------------------------------------------------------------ | ------------------------------------------------------------------------ | ------------------------------------------------------------------------ | ------------------------------------------------------------------------ | ------------------------------------------------------------- | ------------------------------------------------------------- | ------------------------------------------------------------- | ------------------------------------------------------------- |
| Overgrootouders                                        | Cosimo de' Medici de Oude (1389-1464) ∞ Contessina de' Bardi (1427-1482) | Cosimo de' Medici de Oude (1389-1464) ∞ Contessina de' Bardi (1427-1482) | Francesco Tornabuoni (-1436) ∞ Nanna Guicciardini (-)                    | Francesco Tornabuoni (-1436) ∞ Nanna Guicciardini (-)                    | Orso Orsini (-) ∞ ? (-)                                       | Orso Orsini (-) ∞ ? (-)                                       | Carlo di Bracciano (-) ∞ ? (-)                                | Carlo di Bracciano (-) ∞ ? (-)                                |
| Grootouders                                            | Piero di Cosimo de' Medici (1416-1469) ∞ Lucrezia Tornabuoni (1427-1482) | Piero di Cosimo de' Medici (1416-1469) ∞ Lucrezia Tornabuoni (1427-1482) | Piero di Cosimo de' Medici (1416-1469) ∞ Lucrezia Tornabuoni (1427-1482) | Piero di Cosimo de' Medici (1416-1469) ∞ Lucrezia Tornabuoni (1427-1482) | Giacomo Orsini (1424-1482) ∞ Maddalena Orsini (-)             | Giacomo Orsini (1424-1482) ∞ Maddalena Orsini (-)             | Giacomo Orsini (1424-1482) ∞ Maddalena Orsini (-)             | Giacomo Orsini (1424-1482) ∞ Maddalena Orsini (-)             |
| Ouders                                                 | Lorenzo I de' Medici (1449-1492) ∞ Clarice Orsini (1453-1488)            | Lorenzo I de' Medici (1449-1492) ∞ Clarice Orsini (1453-1488)            | Lorenzo I de' Medici (1449-1492) ∞ Clarice Orsini (1453-1488)            | Lorenzo I de' Medici (1449-1492) ∞ Clarice Orsini (1453-1488)            | Lorenzo I de' Medici (1449-1492) ∞ Clarice Orsini (1453-1488) | Lorenzo I de' Medici (1449-1492) ∞ Clarice Orsini (1453-1488) | Lorenzo I de' Medici (1449-1492) ∞ Clarice Orsini (1453-1488) | Lorenzo I de' Medici (1449-1492) ∞ Clarice Orsini (1453-1488) |